# Нокте
Нокте — народ на северо-востоке Индии, относится к группе племён нага.
Проживают главным образом в округе Тирап штата Аруначал-Прадеш. Численность этноса составляет около 35 тыс. человек. Язык относится к тибето-бирманской семье.
Исповедуют индуизм, тем не менее, значительно христианское меньшинство, возможно есть приверженцы буддизма (тхеравада). Традиционно занимаются сельским хозяйством, основные продукты которого рис и кукуруза. Местные алкогольные напитки готовятся из риса, тапиоки и пшена.